# Diabetis mellitus de tipus 2
La diabetis mellitus de tipus 2 o diabetis de tipus 2 (antigament anomenada diabetis de l'adult o diabetis no-insulinodependent, per tal de diferenciar-la de la diabetis mellitus insulinodepenent o diabetis tipus 1), habitualment abreviada com a DM2, és una malaltia caracteritzada pels alts nivells de glucosa en sang (és per tant una diabetis mellitus) en un context de resistència a la insulina i deficiència relativa d'insulina. Tot i que inicialment sovint es controla només incrementant l'exercici i amb una modificació de la dieta, quan la malaltia progressa els medicaments són necessaris.
S'estima que als Estats Units hi ha uns 23.6 milions de persones (el 10,2% de la població) que pateixen diabetis, sent 34,2 milions els casos diagnosticats, el 90% dels quals són DM2. Amb els nivells de prevalença duplicats entre el 1990 i el 2005, els CDC (Centers for Disease Control and Prevention) ha qualificat aquest augment com a epidèmia. Segons el resultat de l'estudi di@bet.es, la incidència de la DM2 a l'Estat espanyol és de 11,6 casos/1000 persones-any (període d'observació: 7,5 anys).
Tot i que tradicionalment era considerada una malaltia d'adults, la DM2 es diagnostica cada vegada més en nens de forma paral·lela a les creixents taxes d'obesitat a causa de les alteracions en els hàbits alimentaris, així com en els estils de vida durant la infància.
A diferència de la diabetis tipus 1, a la tipus 2 hi ha molt poca tendència cap a la cetoacidosi, encara que no és impossible que aparegui. També és possible que es doni una hiperglucèmia no cetònica, la qual cosa també és molt perillosa. Ambdues formes de diabetis provoquen canvis metabòlics complexos i multifactorials que molt sovint donen lloc a danys i impediments en la funció de nombrosos òrgans, sobretot del sistema cardiovascular. Tot això comporta un augment de la morbiditat i la mortalitat tant en individus amb DM1 com amb DM2, però cada tipus de diabetis té un origen i un tractament diferents malgrat la similitud de les complicacions.

## Signes i símptomes
- Els primers símptomes poden ser fatiga crònica, debilitat i malestar general.
- Excessiva producció d'orina.
- Set excessiva i augment de la ingesta de líquids.
- Visió borrosa (en general com a conseqüència d'alteracions a la forma del cristal·lí, degut a efectes osmòtics, com per exemple, nivells elevats de glucosa en sang).
- Pèrdua de pes inexplicable
- Letargia
- Coïssor dels genitals externs

## Causes

### Condicions mèdiques
La DM2 sovint és associada amb l'obesitat, la hipertensió arterial, nivells elevats de colesterol i/o triglicèrids (hiperlipidèmia combinada) i amb la síndrome metabòlica.
Causes secundàries de la DM2 són: acromegàlia, síndrome de Cushing, hipertiroïdisme, feocromocitoma, pancreatitis crònica, càncer i prendre alguns medicaments. També s'han trobat alguns factors que contribueixen a augmentar el risc de contraure DM2 com l'edat, les dietes altes en greixos i un estil de vida poc actiu.

### Genètica
També hi ha una forta connexió genètica heretable en aquest tipus de diabetis: tenir familiars (especialment de primer grau) que pateixen DM2 augmenta de forma considerable el risc de desenvolupar aquest tipus de diabetis. A més a més, també hi ha una mutació del gen del polipèptid amiloide dels illots (IAPP) que té com a resultat una forma d'aparició de la diabetis més primerenca i severa.
Al voltant del 55% dels DM2 són obesos. L'obesitat crònica condueix cap a un augment de la resistència a la insulina, la qual cosa pot desenvolupar diabetis, probablement perquè el teixit adipós, especialment a la zona de l'abdomen al voltant dels òrgans interns, és una font de diversos senyals químics cap a altres teixits (hormones i citosines).
Altres investigacions mostren que la DM2 provoca obesitat com a conseqüència dels canvis en el metabolisme de la glucosa i un comportament alterat de les cèl·lules encarregades de la resistència a la insulina.
No obstant això, la genètica té un paper relativament petit en l'estesa incidència de la DM2. Això pot ser lògicament deduït de l'enorme increment en la incidència de la DM2 que s'ha correlacionat amb el canvi significatiu en l'estil de vida occidental.

### Medicaments
Medicaments que indueixen la hiperglucèmia:
- Antipsicòtics atípics – Alterar les característiques d'unió del receptor, la qual cosa comporta un increment a la resistència a la insulina.
- Blocadors adrenèrgics beta – Inhibeixen la secreció d'insulina.
- Blocadors dels canals de calci – Inhibeixen la secreció d'insulina a l'interferir amb l'alliberament del calci citosòlic.
- Corticoesteroides – Causen resistència a la insulina perifèrica i gluconeogènesi.
- Fluoroquinolones – Inhibeixen la secreció d'insulina mitjançant el bloqueig dels canals de potassi sensibles a l'ATP.
- Niacina (vitamina B3) – Provoquen una major resistència a la insulina degut a la major mobilització d'àcids grassos lliures.
- Fenotiazines – Inhibeixen la secreció d'insulina.[20]
- Inhibidors de proteases – Inhibeixen la conversió de proinsulina a insulina.
- Diürètics tiazídics – Inhibeix la secreció d'insulina degut a la hipopotassèmia. També causen un augment a la resistència a la insulina degut a la major mobilització d'àcids grassos lliures.

## Fisiopatologia
Resistència a la insulina significa que les cèl·lules del cos no responen adequadament en presència de la insulina. A diferència de la diabetis tipus 1, la resistència a la insulina és generalment "post-receptor" la qual cosa significa que es tracta d'un problema amb les cèl·lules que responen a la insulina més que no pas un problema amb la producció d'insulina.
Altres factors importants que contribueixen:
- Increment en la producció de glucosa hepàtica (per exemple, la conversió de glicogen a glucosa), especialment en moments inadequats (una causa típica és la pertorbació dels nivells d'insulina, ja que aquests nivells controlen aquesta funció a les cèl·lules del fetge).
- Disminució del transport de glucosa mediat per insulina, al múscul (principalment) i al teixit adipós (defectes de receptor i post-receptor).
- Alteració de la funció de les cèl·lules beta dels illots de Langerhans; pèrdua de la primera fase d'alliberació d'insulina com a resposta a estímuls hiperglucèmics.

La DM2 es tracta d'un problema més complex que la tipus 1, però a vegades és més fàcil de tractar, sobretot els primers anys, quan sovint la insulina encara és produïda internament. La DM2 pot passar desapercebuda durant anys abans de ser diagnosticada, ja que els símptomes solen ser més lleus (no cetoacidosi, no coma, etc.) i pot ser esporàdica. Això no obstant, poden aparèixer complicacions severes degut a un tractament inapropiat d'aquest tipus 2, incloent insuficiència renal, disfunció erèctil, ceguesa, ferides de lenta curació (com incisions quirúrgiques) i malaltia arterial, incloent la malaltia de les artèries coronàries.
Fins fa poc, l'inici de la DM2 era més comú en edats avançades, tot i que cada vegada esdevé més freqüent en adolescents i adults joves a conseqüència de l'augment de l'obesitat infantil i la inactivitat. Un altre mena de diabetis típica per a adolescents, és l'anomenada maturity onset diabetes of the young (MODY), però és una diabetis deguda a una causa específica i no com a DM2.
La diabetis mellitus amb una etiologia coneguda, com ara si és secundària a altres malalties, defectes genètics coneguts, traumatisme o cirurgia, o pels efectes dels medicaments, és anomenada, més apropiadament, diabetis mellitus secundària o diabetis deguda a una causa específica. Alguns exemples són les diabetis mellitus com la MODY o aquelles causades per hemocromatosi, insuficiències pancreàtiques, o determinats tipus de medicacions, com per exemple la utilització prolongada d'esteroides.

## Diagnòstic
El diagnòstic de la diabetis mellitus s'estableix mitjançant la mesura de les glicèmies plasmàtiques, d'acord amb algun dels següents criteris estrictes:
1. Símptomes de diabetis (poliúria, polidípsia, pèrdua de pes inexplicable o un augment de pes segons la persona) associada a una glicèmia presa a l'atzar major de 200 mg/dl.
2. Glicèmia plasmàtica en dejú > 126 ml/dl.
3. Glicèmia plasmàtica 2 hores després de la càrrega de 75g de glucosa > 200 mg/dl.

En absència de símptomes, aquests resultats s'han de confirmar en un segon examen. La prova de tolerància oral a la glucosa no és recomanable per a ús rutinari.
Amb relació a aquests criteris existeixen condicions intermèdies com la glicèmia anormal en dejú (entre 110 i 125 mg/dl) i la intolerància a la glucosa (glicèmia 2h postcàrrega entre 140 i 199 mg/dl). Ambdues situacions s'associen a un major risc de diabetis i de patologia cardiovascular.
Els valors de glicèmia mesurats amb cintes reactives en sang capil·lar, o la mesura d'hemoglobina glicosilada A1c (HbA1c) no són acceptables per a la confirmació del diagnòstic de diabetis.

## Detecció i prevenció

### Prevenció
L'inici de la DM2 sovint es pot retardar a través d'una nutrició adequada i practicant exercici regularment.
L'interès en la prevenció de la diabetis ha sorgit a causa de la investigació sobre els beneficis de tractar els pacients abans que la diabetis es manifesti. Encara que US Preventive Services Task Force (USPSTF) va concloure que "l'evidència és insuficient per inclinar-nos a favor o en contra de la detecció automàtica d'adults asimptomàtics per a la DM2, intolerància a la glucosa o glucosa en dejú alterada", aquesta va ser una recomanació de grau I quan es va publicar el 2003.
No obstant això, la USPSTF recomana la detecció de diabetis en adults amb hipertensió o hiperlipidèmia (recomanació de grau B).
El 2005, un informe elaborat per Agency for Healthcare Research and Quality va concloure que "hi ha proves que mostren que el fet de combinar la dieta amb l'exercici, així com la teràpia amb fàrmacs (metformina, acarbosa), pot ser eficaç per prevenir la progressió cap a diabetis mellitus (DM) en pacients amb intolerància a la glucosa (IGT)"".
La llet també ha estat associada amb la prevenció de la diabetis. Un estudi qüestionari realitzat per Choi et al. a 41.254 homes amb 12 anys de seguiment va mostrar aquesta associació. En aquest estudi es va trobar que les dietes altes en productes làctis baixos en greix podien reduir el risc de DM2 en homes. Malgrat que aquests beneficis estan sent considerats com a vinculats al consum de llet, la dieta és només un dels factors que està afectant la salut general del cos.

### Exactitud de les proves per a la detecció primerenca
Si un nivell de glucosa 2 hores després de la càrrega d'almenys 11,1 mmol / L (≥ 200 mg / dL) s'utilitza com a patró de referència, els nivells de glucosa plasmàtica en dejú> 7,0 mmol / L (126 mg / dL) diagnostiquen diabetis amb:
- Sensibilitat al voltant del 50%
- Especificitat major del 95%

Un nivell aleatori de glucosa en sang capil·lar > 6.7 mmol/L (120 mg/dL) diagnostica diabetis amb:
- Sensibilitat = 75%
- Especificitat = 88%

Els valors d'hemoglobina glicosilada que són elevats (per damunt del 5%), però que no estan en el rang diabètic (no més de 7,0%), són predictius d'una subseqüent diabetis clínica en les professionals de la salut als EUA. En aquest estudi, 177 dels 1061 pacients amb menys del 6% d'hemoglobina glicosilada van esdevenir diabètics al cap de 5 anys, davant de 282 dels 26.281 pacients amb un valor d'hemoglobina glicosilada del 6,0% o més. Això equival a un valor d'hemoglobina glicosilada del 6,0% o més, tenint:
- Sensibilitat = 16,7%
- Especificitat = 98,9%

### Benefici de la detecció primerenca
Des de la publicació de la declaració de l'USPSTF, un assaig controlat aleatoritzat de la prescripció d'acarbosa a pacients amb "població d'alt risc amb homes i dones d'entre 40 i 70 anys amb un índex de massa corporal (IMC) entre 25 i 40. Complien els requisits necessaris per a l'estudi si tenien intolerància a la glucosa (IGT) d'acord amb el criteri de l'Organització Mundial de la Salut, a més d'una alteració en el nivell de glucosa en dejú (una concentració de glucosa plasmàtica en dejú entre 100 i 140 mg / dL o 5,5 i de 7,8 mmol / L), va trobar un nombre necessari a tractar de 44 (per sobre de 3,3 anys) per tal de prevenir un esdeveniment cardiovascular important.
Altres estudis han mostrat que els canvis en l'estil de vida, el xenical (marca comercial de l'orlistat) i la metformina poden retardar l'aparició de la diabetis.

## Gestió de la diabetis
La DM2 és una malaltia crònica i progressiva de la qual encara no se'n coneix cap cura, però té uns tractaments ben establerts els quals poden retardar o prevenir totalment les conseqüències de la malaltia. Sovint, aquesta malaltia és considerada com a progressiva, ja que la mala gestió del sucre en sang comporta un empitjorament constant de les complicacions. Tot i així, si el sucre en sang es manté adequadament, aleshores la diabetis està curada amb eficàcia - és a dir, els pacients no es troben en un creixent risc de neuropatia, ceguesa, o qualsevol altra complicació dels nivells elevats de sucre en sang. El tractament té dos objectius principals:
1. Reducció de la mortalitat i la morbiditat concomitant (d'una varietat de complicacions de la diabetis)
2. Preservació de la qualitat de vida

El primer objectiu pot ser assolit a través d'un rigorós control glicèmic (és a dir, a prop de nivells ‘normals' de glucosa en sang); la reducció de la gravetat dels efectes secundaris de la diabetis ha estat molt ben demostrat en diversos assaigs clínics a gran escala i s'estableix més enllà de la controvèrsia. El segon objectiu és abordat sovint (en els països desenvolupats) pel suport i l'atenció dels equips de treballadors de la salut diabètica (generalment el metge, l'atenció primària (AP), la infermera, el dietista o un educador de diabetis certificat). Endocrinòlegs, metges de família i internistes generals són les especialitats mèdiques amb més possibilitats de tractar les persones amb diabetis. La participació del pacient ben informat és vital per a l'èxit clínic, de manera que l'educació del pacient és un aspecte crucial.
El tipus 2 és tractat inicialment ajustant aspectes com la dieta i l'exercici, i per la pèrdua de pes, sobretot en pacients obesos. A vegades, la pèrdua de pes, la qual millora el quadre clínic, és modesta (2-5 kg o de 4,4-11 lliures); aquest fet és degut, gairebé segur, a aspectes poc coneguts en l'actualitat sobre l'activitat del teixit adipós, com per exemple, la senyalització química (sobretot en el teixit adipós visceral i al voltant dels òrgans abdominals). En molts casos, aquests esforços inicials poden restaurar substancialment la sensibilitat a la insulina. En alguns casos, una dieta estricta pot controlar adequadament els nivells de glucèmia.
L'educació per a la diabetis és un component essencial de l'atenció mèdica. Entre els adults amb diagnòstic de diabetis, el 12% prenen tant insulina com medicaments orals, el 19% només pren insulina, el 53% només pren medicaments per via oral i el 15% no prenen ni insulina ni medicaments per via oral.

### Objectius
Els objectius del tractament per als pacients diabètics tipus 2 estan relacionats amb el control efectiu de la glucosa en sang, la pressió arterial i els lípids per tal de reduir al mínim el risc de les conseqüències a llarg termini associades amb la diabetis. Aquests objectius se suggereixen a les guies de pràctica clínica publicades per diversos organismes que s'ocupen de la diabetis, tant nacionals com internacionals.
Els objectius són:
- HbA1c del 6%[33] al 7,0%.[34] Tot i així, hi ha estudis que qüestionen la necessitat de nivells tan baixos, i donarien per bons nivells del 7,5%[35]
- Nivell de glucosa en sang abans de menjar: de 4.0 a 6.0 mmol/L (72 a 108 mg/dl)[36]
- Nivell de glucosa en sang 2 hores després de menjar: de 5.0 a 8.0 mmol/L (90 a 144 mg/dl)[36]

En pacients més grans, les guies de pràctica clínica de la Societat Americana de Geriatria (‘American Geriatrics Society') exposa que "per persones grans delicades, persones amb una esperança de vida de menys de 5 anys, i altres en què els riscos d'un control glucèmic intensiu semblen més elevats que els beneficis que se'n poden derivar, es té un objectiu menys estricte, com ara que una HbA1c del 8% és apropiada".

### Canvis en l'estil de vida

#### Exercici
El setembre de 2007, un conjunt d'assaigs aleatoritzats i controlats duts a terme per part de la Universitat de Calgary i la Universitat d'Ottawa van descobrir que "els exercicis aeròbics o els entrenaments de resistència practicats per separat milloren el control glucèmic en la DM2, però les millores són més grans si es combinen les dues pràctiques (exercicis aeròbics i resistència)". El programa combinat va reduir la HbA1c en 0,5 punts percentuals. Altres estudis han demostrat que la quantitat d'exercici que es necessita no és gran o extrema, però ha de ser coherent i contínua. Els exemples podrien incloure una caminada a pas lleuger d'uns 45 minuts de durada cada dos dies.
En teoria, l'exercici té beneficis, ja que podria estimular l'alliberament de determinats lligands la qual cosa comportaria l'alliberament de GLUT4 per part dels endosomes interns de la membrana cel·lular. La insulina però, que ja no funciona de manera efectiva en els malalts de DM2, provoca que el GLUT1 s'introdueixi a la membrana. Tot i que tenen estructures diferents, tots dos duen a terme la mateixa funció d'augmentar l'entrada de glucosa a les cèl·lules sanguínies. L'exercici també permet l'absorció de la glucosa independentment de la insulina, és a dir, per l'adrenalina.

#### Control de la dieta
Modificar la dieta per tal de limitar i controlar el consum de glucosa (o el seu equivalent com el midó) i, en conseqüència, els nivells de glucosa a la sang, és conegut per ajudar els pacients que pateixen DM2, especialment en les primeres etapes de la malaltia. A més, la pèrdua de pes és recomanable i sol ser útil per a les persones que pateixen DM2 degut a les raons exposades anteriorment.
De vegades es recomanen diverses modificacions a la dieta mitjançant suplements dietètics a aquells que tenen DM2; hi ha estudis que indiquen que hi ha un cert efecte beneficiós per a alguns d'ells. Vegeu la discussió que segueix.

### Control de la glucosa en sang
L'autocontrol dels nivells de glucosa en sang, en alguns casos no pot millorar les conseqüències.
No obstant això, és molt recomanable per als pacients en els quals pot ajudar a mantenir el control glucèmic adequat i, per tant, sí que val la pena el seu cost, el qual de vegades és considerable, si serveix d'ajuda. És l'única font d'informació actualitzada sobre l'estat de la glucèmia del cos, ja que els canvis són ràpids i freqüents, en funció de l'alimentació, l'exercici i la medicació (dosi i temps respecte a la dieta i l'exercici), i en segon lloc, en funció del moment del dia, l'estrès (mental i físic), etc.
L'Institut Nacional de Salut i Excel·lència Clínica (NICE) del Regne Unit va publicar recomanacions actualitzades sobre la DM2 el 28 d'agost de 2019. Aquestes indiquen que l'autocontrol dels nivells de glucosa en la sang de les persones amb diagnòstic recent de DM2 han de ser part d'un estructurat pla d'educació d'autogestió. Cal tenir present també que una estratègia de tractament intensiu de reducció dels nivells de sucre en sang (per sota del 6%) en pacients amb factors addicionals de risc de malaltia cardiovascular representa més mal que benefici, per la qual cosa sembla haver-hi límits per a beneficiar a alguns pacients d'un control intensiu dels nivells de glucosa en sang.

### Medicació

Metformina 500mg

Hi ha diversos medicaments disponibles per als diabètics tipus 2 – la majoria dels quals no són adequats o fins i tot perillosos per als diabètics tipus 1. Es divideixen en diverses classes i no són equivalents, ni es poden substituir els uns pels altres. Tots són medicaments amb recepta mèdica.

#### Grups de fàrmacs

##### Metformina
És un dels fàrmacs més àmpliament usats que ara s'utilitza per a la DM2. Funciona principalment reduint l'alliberament hepàtic de glucosa procedent de les reserves de glicogen a la sang, i en segon lloc, provocant un augment de la captació cel·lular de la glucosa dels teixits del cos. Disminueixen la HbA1c al voltant d'un 1,5-2%.

##### Secretagogs
O fàrmacs estimulants de l'alliberament de la insulina per les cèl·lules beta del pàncrees.
SulfonilureesSón els fàrmacs més utilitzats (junt amb la metformina), inclouen la glibenclamida (Daonil, Euglucon), la gliclazida (EFG, Diamicron), la glimepirida (EFG, Amaryl) i la glipizida (Minodiab). Disminueixen la HbA1c al voltant d'un 1,5-2%.
MeglitinidesD'inici d'acció i eliminació més ràpids que les sulfonilurees. Inclouen la repaglinida (EFG, Novonorm, Prandin) i la nateglinida (Starlix). Disminueixen la HbA1c al voltant d'un 1-1,5%.

##### Glitazones
També anomenades glinides' o tiazolidindiones (TZDs): Augmenten la sensibilitat dels teixits a la insulina afectant l'expressió gènica. Sols en resta la pioglitazona (Actos); ja que la troglitazona va ser retirada del mercat dels EUA a causa d'un increment del risc d'acidosi sistemàtica, i la rosiglitazona ha estat retirada pel seu risc cardiovascular. Disminueixen la HbA1c al voltant d'un 1-1,5%.

##### Inhibidors de la glucosidasa alfa
Interfereixen en l'absorció d'alguns nutrients que conté la glucosa, reduint (o almenys alentint) la quantitat de glucosa absorbida. En són l'acarbosa (EFG, Glumida) i el miglitol (Diastabol). Disminueixen la HbA1c al voltant d'un 0,5-1%.

##### Fàrmacs actius sobre lesincretines
Anàlegs del GLP1Els quals incrementen la producció d'insulina de les cèl·lules beta, entre altres efectes. Aquests inclouen els pèptids semblants al glucagó (GLP-1): l'exenatida (Byetta) i la liraglutida (Victoza). Poden donar lloc a pèrdua de pes i tenen més efectes secundaris gastrointestinals. Disminueixen la HbA1c al voltant d'un 1%.
Inhibidors de la DPP-4O inhibidors de la dipeptidil peptidasa-4: augmenten els nivells d'incretines disminuint la seva taxa de desactivació. En són la sitagliptina (Januvia) i la vildagliptina (Galvus). Augmenten el risc d'infecció i mal de cap. Disminueixen la HbA1c al voltant d'un 0,74%. Disminueixen la HbA1c al voltant d'un 0,5-1%.

##### Insulina
Parlarem de la insulina, com a part del següent apartat.

#### Estratègia de tractament
Una revisió sistemàtica d'assaigs controlats aleatoritzats va trobar que la metformina i les sulfonilurees de segona generació són les opcions que prefereix la majoria per a la DM2, especialment per a aquells que es troben en les primeres fases de la malaltia. La manca de resposta al cap d'un temps no és desconeguda per a la majoria d'aquests agents: l'elecció inicial del fàrmac contra la DM2 ha estat comparat amb un assaig controlat aleatoritzat en el qual es va trobar que "la incidència acumulada de fallada de la monoteràpia als 5 anys era del 21% amb metformina, i del 34% amb glibenclamida (o gliburida)”. La pioglitazona podria incrementar el risc de fractures.
Pels pacients que també tenen problemes cardíacs, la metformina podria ser el medicament més ben tolerat.
La varietat d'agents disponibles pot confondre i les diferències clíniques entre els diabètics tipus 2 complica el problema. Actualment, l'elecció dels medicaments per als diabètics tipus 2 poques vegades és senzilla i en la majoria de casos té elements de judici repetits i ajustament.

##### Insulina
Si els medicaments antidiabètics fallen la teràpia d'insulina pot ser convenient –sovint complementària a la medicació oral – per tal d'aconseguir un control acceptable.
Els règims inicials d'insulina sovint són elegits en base de nivell de glucosa en sang del pacient.
Inicialment, s'afegeix insulina nocturna als pacients als quals fallen els medicaments per via oral. Llavors la insulina habitualment recomanada és la NPH (Insulatard, Humulina NPH, Humalog basal). La insulina nocturna combina millor amb metformina que amb sulfonilurees. La dosi inicial d'insulina nocturna (mesurat en UI/d) ha de ser igual que el nivell de glucosa en sang en dejú (mesurat en mmol / L)., altra aproximació seria 0,15-0,2 UI/kg/dia
Quan la insulina nocturna és insuficient les opcions inclouen:
- La insulina prebarrejada amb una proporció fixa d'insulina d'acció curta i mitja. Això tendeix a ser més eficaç que la insulina d'acció prolongada, però s'associa amb un augment de la hipoglucèmia.[61][62][63] La dosi total inicial diària d'insulina bifàsica pot ser de 10 unitats si els valors del nivell de glucosa en plasma en dejú són menys de 180 mg / dl, o de 12 unitats quan la glucosa plasmàtica en dejú és superior a 180 mg / dl.[62]
- Insulinització amb dos dosis: d'elecció en pacients simptomàtics (cetonúria, pèrdua de pes), o amb mal control metabòlic o contraindicació de fàrmacs orals. La dosi inicial és de 0,3 UI/kg/dia, repartides en 2 dosis: 2/3 abans d'esmorzar i 1/3 abans de sopar. Es pot mantenir la metformina si no hi ha contraindicació, però caldria retirar els secretagogs.[64]
- Insulines d'acció prolongada com la insulina glargina i la insulina detemir. Una metanàlisi d'assaigs controlats aleatoritzats de la Biblioteca Cochrane va trobar "un benefici clínic menor del tractament amb anàlegs d'insulina d'acció prolongada per als pacients amb diabetis mellitus de tipus 2".[65] Més recentment, un assaig controlat aleatoritzat va trobar que, encara que les insulines d'acció prolongada van ser menys eficaces, s'associen amb episodis d'hipoglucèmia reduïts.[61]
- El tractament amb bomba d'insulina o infusor subcutani continu d'insulina (ISCI)[66] en la DM2 guanya popularitat. En un estudi original publicat de 2009, a més de la reducció del sucre a la sang, hi ha proves de beneficis profunds en el dolor neuropàtic resistent i també millores en el rendiment sexual.[67]

### Cirurgia de derivació gàstrica
Els procediments de derivació gàstrica actualment són considerats un procediment electiu, sense algorisme d'acceptació universal per a decidir qui hauria de sotmetre's a la cirurgia. En pacients diabètics, hi ha haguts resultats del 99-100% en la prevenció de la resistència a la insulina i del 80-90% en la resolució clínica o la remissió de la DM2.
S'han realitzat diversos estudis sobre el tema, però els resultats encara no han produït un estàndard clínic per al tractament quirúrgic de pacients diabètics, ja que el mecanisme, per exemple, no està del tot clar. Com a conseqüència, la cura quirúrgica de la DM2 ha de ser considerada experimental.

## Epidemiologia als Estats Units
S'hauria completar aquest apartat amb més detalls sobre la situació a Europa.

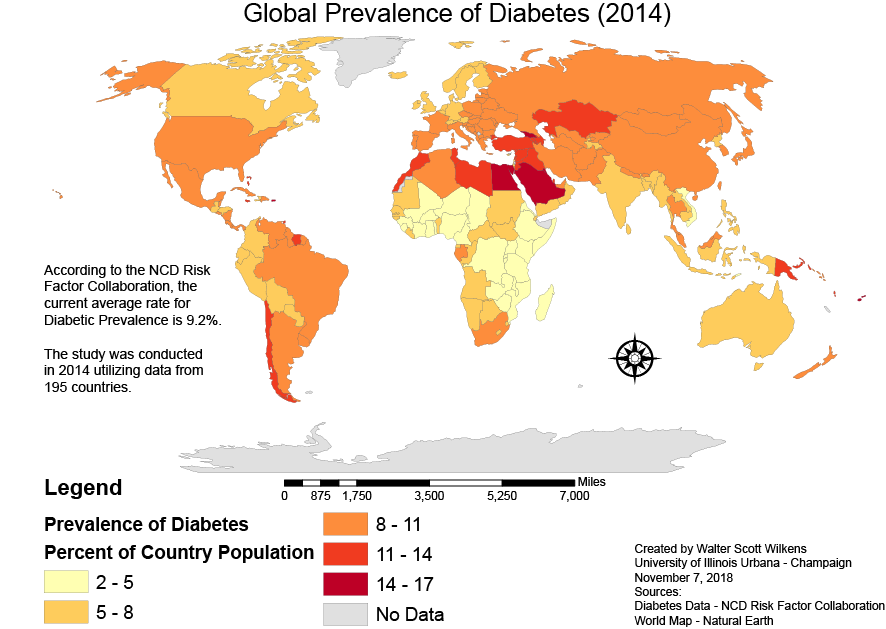

Aproximadament el 90-95% de tots els casos de diabetis d'Amèrica del Nord són de tipus 2, i aproximadament el 20% de la població major de 65 anys pateix DM2. La fracció de diabètics tipus 2 en altres parts del món varia considerablement, gairebé amb tota seguretat per motius mediambientals i d'estil de vida, encara que aquests no es coneixen en detall. La diabetis afecta més de 150 milions de persones a tot el món el 2001 i es preveu que aquest nombre es duplicarà cap al 2025.
Segons els CDC, als Estats Units prop de 23,613 milions de persones, xifra que equival al 8% de la població, pateix diabetis. La prevalença total de diabetis va augmentar un 13,5% des del 2005 fins al 2007. Es creu que el 24% dels casos de diabetis passen desapercebuts sense diagnosticar, per sota del 30% estimat l'any 2005 i de l'estimació prèvia del 50% el 1995.